# Máriapócs
Máriapócs là một thành phố thuộc hạt Szabolcs-Szatmár-Bereg, Hungary. Thành phố này có diện tích 22,09 km², dân số năm 2010 là 2079 người, mật độ 94 người/km².